# Albert Fert
Albert Fert (Carcassonne, 7. ožujka 1938.), francuski fizičar. Diplomirao (1963.) i doktorirao (1970.) na Pariškom sveučilištu, gdje je bio i profesor (od 1976. do 2010.). Bavio se fizikom čvrstoga stanja i istraživanjem kondenzirane tvari. Otkrio je (1988.) da se vanjskim magnetskim poljem znatno može mijenjati električni otpor tijela načinjenog od slojeva materijala magnetskih i nemagnetskih svojstava debljine oko 1 nanometar. Takvi se otpornici danas primjenjuju u senzorima magnetskoga polja, na primjer za čitanje podataka pohranjenih na računalnim tvrdim diskovima. Za otkriće divovskoga magnetootpora s P. A. Grünbergom 2007. dobio je Nobelovu nagradu za fiziku. Surađuje s Prirodoslovno-matematičkim fakultetom u Zagrebu i počasni je doktor Sveučilišta u Zagrebu (od 2008.).

## Divovski magnetootpor
Divovski magnetootpor ili gigantski magnetootpor (također GMR, od eng. Giant MagnetoResistance) je pojava velike ovisnosti električnoga otpora o vanjskome magnetskom polju u otpornicima načinjenima od tankih slojeva naizmjenično postavljenoga materijala magnetskih i nemagnetskih svojstava. Za njegovo otkriće dobili su Nobelovu nagradu za fiziku A. Fert i P. A. Grünberg 2007.
A. Fert je 1970. pokazao kako raspršenje elektrona, a s njime i električni otpor, ovisi o relativnoj orijentaciji spina vodljivog elektrona i smjera magnetizacije feromagneta: ako su spin elektrona i magnetizacija feromagneta paralelni, raspršenje nije veliko pa je i električni otpor malen; ako je pak njihova orijentacija antiparalelna, raspršenje je veliko pa je i otpor velik. Time je Fert našao kako se može upravljati strujom elektrona promjenom smjera magnetizacije feromagneta. Za taj je postupak nužno da debljina feromagneta ne prelazi nekoliko slojeva atoma, a metoda dobivanja tankih, nanometarskih slojeva materijala razvijena je sredinom 1980-ih.
Grünberg je, istražujući troslojne materijale, otkrio kako su smjerovi magnetizacije slojeva željeza koji su razdvojeni tankim nemagnetičnim slojem uvijek antiparalelni, ako nema vanjskoga magnetskog polja. Djelovanjem vanjskoga magnetskog polja smjerovi magnetizacije slojeva željeza mogu se promijeniti u međusobno paralelnu orijentaciju.
Fert je 1988. istraživao električna i magnetska svojstva otpornika sastavljenih od desetaka izmjeničnih slojeva željeza i kroma. Bez djelovanja vanjskoga magnetskog polja magnetizacije feromagnetičnih slojeva bile su antiparalelne pa je električni otpor bio velik. Djelovanjem vanjskoga magnetskoga polja orijentacije svih feromagnetičnih slojeva su se izjednačavale, a električni otpor se smanjivao do 80%.